# Rajec
Pour les articles homonymes, voir Rajec (homonymie).
Rajec (en allemand : Rajetz ; en hongrois : Rajec) est une ville de la région de Žilina, en Slovaquie.

## Histoire
La première mention écrite de la localité date de 1193.

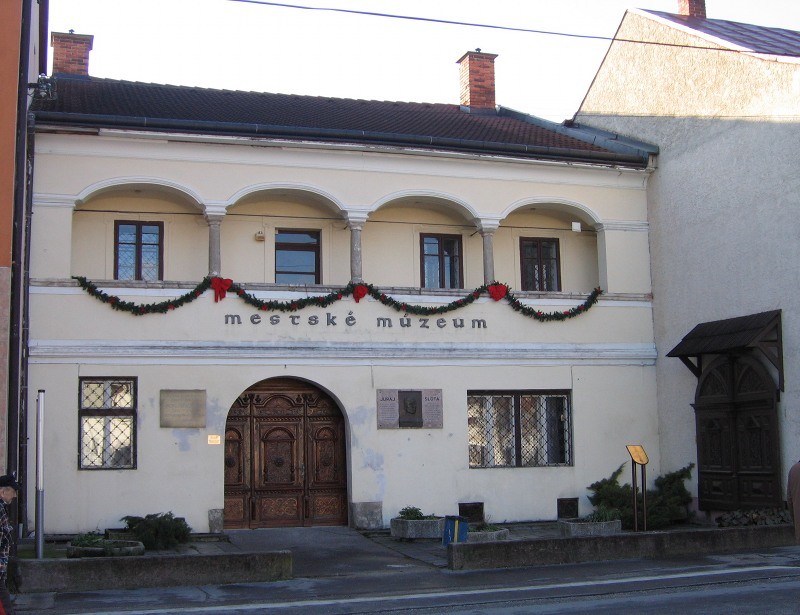
Musée de la ville.

## Démographie

### Évolution de la population
| Année:               | 1994. | 2004.   | 2014.   | 2024.   |
| -------------------- | ----- | ------- | ------- | ------- |
| Nombre de personnes: | 6404  | 6074    | 5881    | 5703    |
| Différence:          |       | -5,15 % | -3,17 % | -3,02 % |

| Année:               | 2023. | 2024.   |
| -------------------- | ----- | ------- |
| Nombre de personnes: | 5777  | 5703    |
| Différence:          |       | -1,28 % |